# Theodor Svedberg
Theodor Svedberg o The Svedberg (Valbo, Suècia 1884 - Kopparberg 1971) fou un químic i professor universitari suec guardonat amb el Premi Nobel de Química l'any 1926.

## Biografia
Va néixer el 30 d'agost de 1884 a la població sueca de Valbo, situat al comtat de Gävleborg. Va estudiar química a la Universitat d'Uppsala, on el 1912 fou nomenat professor titular de Química física.
Morí el 25 de febrer de 1971 a la ciutat de Kopparberg, situada al comtat d'Örebro.

## Recerca científica
Amb el seu treball sobre col·loides va provar les teories sobre el moviment brownià enunciades per Albert Einstein i el geofísic polonès Marian Smoluchowski. Durant la seva recerca va desenvolupar la tècnica d'ultracentrifugació analítica i va demostrar la seva utilitat en la distinció de proteïnes pures. Així mateix fou un dels primers a estudiar la síntesi del cautxú i va realitzar treballs sobre una vacuna contra la poliomielitis.
El 1926 fou guardonat amb el Premi Nobel de Química pels seus treballs sobre la fisicoquímica dels sistemes dispersos.